# Zabójca Trolli
Zabójca Trolli (ang. Trollslayer) – powieść Williama Kinga, po raz pierwszy wydana w 1999 roku. Polski przekład ukazał się w 2000 roku (ISBN 83-86758-17-1, 288 stron, format 110 x 180 mm). Pierwsza część z serii książek o przygodach Gotreka i Felixa.
Książka osadzona jest w świecie Warhammera, a jej akcja rozgrywa się w roku 2505 (według ludzkiego kalendarza w Starym Świecie, gdzie rok 1 oznaczał założenie Imperium przez Sigmara Młotodzierżcę).
Akcja książki zaczyna się w Reikwaldzie w Wigilię. Głównymi bohaterami powieści są Gotrek Gurnisson i Felix Jaeger.

## Streszczenie
Geheimnisnacht (niem. Noc tajemnic)
Historia rozpoczyna się, gdy bohaterowie uciekają razem z Altdorfu na południe (Felix obawia się pogoni straży w związku z listem gończym, jak później się okazuje zupełnie niepotrzebnie). Poznajemy też nieco szczegółów z pamiętnej nocy, gdy poznał Gotrek i poprzysiągł mu upamiętnienie jego heroicznej śmierci. Na skutek niewyparzonego języka zabójcy (żarty z żony woźnicy) tracą miejsce w powozie i idą nocą przez las. Pieszą wędrówkę przerywa pędzący powóz, który o mało nie rozjechał obu bohaterów, czym bardzo rozwścieczył krasnoluda. Idąc jego tropem dotarli do gospody „Pod Stojącymi Głazami”, gdzie po niezbyt miłym powitaniu (Gotrek prawie roztrzaskał zamknięte drzwi), znaleźli trop czarnego powozu  i pogłoski o sabacie w Kręgu Mrocznych Głazów. Dowiedzieli się też od karczmarza o zaginionym synu (Gunter) i jego żonie, prawdopodobnie porwanych przez kultystów na ofiarę. Gotrek żądny walki obiecał odnaleźć miejsce sabatu i spróbować uratować zaginionych. Gdy trafili na trop powozu, trafili na zmutowanego kultystę, będącego pod wpływem Slaanesha (Pan Rozkoszy), zabijając go. Po pewnym czasie dotarli do Kręgu, w którym kultyści rozpoczęli obrzęd, w czasie którego zamierzali uśmiercić niemowlę.  Gotrek i Felix zaatakowali kultystów. Wielki kapłan rozpoczął przyzwanie demona, gdy kultyści powalili Gotreka. Felix desperackim rzutem zabił kapłana, nim demon w pełni się zmaterializował. Gotrek wyrwał się z matni,  zabijając większość kultystów (reszta zbiegła). Dla Felixa, był to chrzest bojowy i pierwsze spotkanie ze sługami chaosu. Wśród zabitych kultystów odnaleźli poszukiwanych przez karczmarza, a uratowane niemowlę zostawili na progu świątyni. 
Jeźdźcy wilków
Rozdział rozpoczyna się w Tawernie, gdzie Felix próbuje ratować dziewczynę przed trzema traperami. Gdy sprawy przyjmują zły obrót, pojawia się Gotrek, który przepędza ich z tawerny. Uratowaną dziewczyną okazała się Kirsten z orszaku rodziny von Diehl prowadzonej przez Gottfried`a (przeklęta rodzina szlachecka wypędzona z własnej ziemi), podróżującej do księstw granicznych w poszukiwaniu nowego domu. Gotrek i Felix podążali do twierdzy Karak Osiem Szczytów, ponieważ pijany krasnolud powiedział im wcześniej o ukrytym skarbie, którego strzeże ogromny troll (obie rzeczy bardzo zainteresowały Gotreka). Przyłączyli się, więc do orszaku (podobnie jak traperzy poznani na początku), podążającego mniej więcej w tym samym kierunku oraz liczyli na wygodniejszą podróż wozami. W trakcie podróży przez Góry Szare, Felix zakochał się z wzajemnością w Kirsten. W czasie jednego z postojów, obóz został zaatakowany przez nieumarłych wojowników. W czasie obrony część obrońców zwariowała, w tym jeden z traperów (zabił go Felix). Po zwycięstwie, orszak dotarł do zrujnowanego fortu, który został naprawiony przy pomocy Gotreka (prawdopodobnie był inżynierem zanim został zabójcą). Ze względu na zbliżającą się zimę bohaterowie zostali w forcie, co więcej Felix nosił się z zamiarem  ustatkowania z Kirsten i opuszczenia Gotreka. Obóz został zaatakowany przez jeźdźców wilków prowadzonych przez goblińskiego szamana. W czasie pierwszego ataku ranny został Gottfried i został wyniesiony przez jego syna Dieter, bratanka Manfred, czarodziejkę Frau Winter oraz Kirsten. Gdy nastąpił drugi atak, Felix zaniepokojony brakiem znaku życia od tych osób, poszedł ich szukać. Jego przypuszczenia okazały się słuszne, gdy odnalazł ciała martwej Frau Winter i umierającej Kirsten. Patrząc jak umiera, poprzysiągł jej zemstę. Później znalazł martwych Gottfrieda oraz Dieter`a. Zabójca Manfred opowiedział, że klątwa von Diehlów jest w rzeczywistości mutacją spowodowaną przez heretyckie praktyki ich dziadka. Manfred, zabijając całą rodzinę chciał zakończyć klątwę. Wściekły Felix zaatakował go i zabił ostatniego członka tego rodu. Po wyjściu na zewnątrz zobaczył Gotreka stojącego na stosie trupów wrogów w tym szamana. Zwycięstwo w tej potyczce Gotrek przypłacił utratą oka. Wojownicy, którzy przeżyli zostali przyjęci przez jednego z książąt granicznych, a dwaj bohaterowie ruszyli dalej w kierunku gór.
Mrok Pod Światem
Bohaterowie podążają w kierunku twierdzy Karak Osiem Szczytów w poszukiwaniu skarbu. W trakcie podróży spotykają drużynę atakowaną przez orki. Felix i Gotrek pomogli, ratując życie trzem osobom: Aldebrand (templariusz Zaakonu Płonącego Serca), Zauberlich (czarodziej) i  Jules (bretoński scout), którzy również podróżowali do twierdzy. Mimo niechęci Gotreka, bojącego utracić się skarb, ocaleni przyłączają się do bohaterów.  Przybyli do prawie zrujnowanej twierdzy i poprosili władcę o pozwolenie wejścia do podziemi. Aldebrand ogłosił, że poszukuje świętego miecza o nazwie Karaghul (dziedzictwo zakonu), zagubiony podczas poprzedniej wyprawy templariuszy w celu odbicia twierdzy z rąk goblinów. Bohaterowie otrzymali zgodę na wyprawę z jednoczesnym ostrzeżeniem (kapłanka Valayi), że w podziemiach czai się ogromne zło.
Bohaterowie podróżując w głąb podziemi walczyli z goblinami, orkami, skavenami i ogrami. Na swojej drodze spotkali ducha krasnoluda, błagającego o uwolnienie z niekończącej się męki. Zapytany jak można mu pomóc, powiedział, że pradawne zło opanowało ich grobowce i przywołało dusze ze spoczynku z łona przodków i dopóki grobowce nie zostaną uwolnione, już nigdy nie zaznają spokoju. Wstrząśnięty Gotrek obiecał zemstę.
Grupa dotarła do grobowca i jednocześnie ogromnego skarbca. Aldebrand odnalazł magiczny miecz Karaghul, lecz zanim zdążył się tym faktem podzielić, ogromny zmutowany spaczeniem troll zabił go odrywając jego głowę. Gotrek zorientował się, że to właśnie Troll zbezcześcił grobowiec. Grupa zaatakowała, ale troll szybko goił natychmiast wszelkie rany, I wszelkie ciosy tylko go spowalniały. Troll zabił Jules`a i Zauberlich`a, ale zanim to nastąpiło czarodziej odkrył, że ogień hamuje regenerację trolla. Felix rzucił w trolla lampy oliwne, od których Troll zapłonął – wówczas Gotrekowi z trudem się udało go pokonać.
Tuż po walce wielka armia goblinów przybyła do grobowca i gdy bohaterowie szykowali się na śmierć – w grobowcu pojawił się armia duchów krasnoludów, która rozgromiła wrogów. Gotrek wściekły, że ominęła go kolejna szansa na heroiczną śmierć, usłyszał od duchów, że jego zagłada będzie o wiele bardziej heroiczna i nastąpi wkrótce. Błogosławiąc Gotreka, duchy odeszły w spokoju. Skarby oraz ciała poległych pozostawili w grobowcu, który krasnolud zapieczętował, a potem obaj wyruszyli na powierzchnię.
Znamię Slaanesh`a
W drodze powrotnej  z twierdzy Karak Osiem Szczytów, bohaterowie natykają się na bandę mutantów i w czasie walki Gotrek obrywa w głowę tak nieszczęśliwie, że traci pamięć. Szukając pomocy w najbliższej wiosce, miejscowy gang (wyznawców Slaanesha`a) kontrolujący tawernę, wszczyna z nimi walkę (w zasadzie z Felixem, bo Gotrek tylko się bezrozumnie przyglądał), co w efekcie powoduje, że obaj tracą swoją magiczną broń. Felix zaprowadził krasnoluda do miejscowego lekarza (alchemika) o imieniu Kryptmann, który mgliście obiecał wyleczyć poszkodowanego, pod warunkiem dostarczenia niezwykle rzadkiego składnika (ziela). Pomimo licznych niebezpieczeństw i czających się wszędzie band mutantów, Felix odnajduje brakujący składnik i wraca do Kryptmann`a. Po tym jak obiecany napój alchemiczny nie przyniósł pożądanych efektów, Felix wpadł w amok i zaatakował alchemika. W trakcie szamotaniny, tak szczęśliwie rzucił tłuczkiem, że trafił Gotreka w głowę, że zabójca odzyskał pamięć. Po odzyskaniu wigoru przez Gotreka, bohaterowie wrócili do tawerny mszcząc się na kultystach za wcześniejsze upokorzenia.
Ciemność i krew
Podróżując dalej przez las Drakwald odnajdują zrujnowaną wioskę, która została zaatakowana przez zwierzoludzi. Jedyną ocalałą osobą jest przestraszona siedmioletnia Kat  (Katherina). Dziewczynka opisała atak bestii oraz czempionkę chaosu (wyznawca Korne`a), która nimi dowodziła. W decydującej chwili nieoczekiwanie oszczędziła życie dziewczynki.  
W retrospekcji poznajemy historię czempionki chaosu Justine, która była służącą zgwałconą przez szlachcica, któremu poprzysięgła zemstę. Udała się wówczas na Pustkowia Chaosu i po wielu latach i zwycięskich walkach zdobyła wiele łask demona oraz obietnicę, ze żaden wojownik nigdy jej nie pokona. Zebrała bandę zwierzoludzi i wróciła do Drakwaldu by dopełnić zemsty. Później demon żąda od niej odnalezienia i zabicia dziewczynki (Kat), przez stałaby się nieśmiertelną księżniczką chaosu. Jednak Justine ma wyrzuty sumienia, ponieważ domyśla  się, że dziewczynka jest jej córką (owocem gwałtu sprzed lat), czego dowodem jest znak szczególny (biały kosmyk włosów).
Gotrek, Felix i Kat, po zwycięstwie w potyczce z bestiami (patrol poszukujący dziewczynki) – docierają do wioski, która po apelu bohaterów staje do obrony przed zbliżającą się watahą. Justine z bandą zwierzoludzi atakuje ich i ściera się w finałowym pojedynku z Gotrekiem. Zabójca rani ją wielokrotnie, ale nie może zabić (zgodnie  przyrzeczeniem demona). Widząc Kat, porzuca walkę i biegnie by ją zabić. Felix desperacko próbuje jej przeszkodzić, ale sromotnie przegrywa. Justine próbując skręcić mu kark, niespodziewanie ginie z rąk małej dziewczynki (wbija jej w plecy jej własny miecz, dopełniając przysięgi złośliwego demona). Po śmierci liderki, bestie w panice uciekają, ale mieszkańcy wioski ścigając je, zabijają wszystkie.  
Gotrek i Felix po opatrzeniu ran ruszają w dalszą drogę. Kat chciałaby wyruszyć z nimi, ale bohaterowie odmawiają, tłumacząc jej cierpliwie (Felix), że ruszają w niebezpieczną podróż i nie będą mogli zapewnić jej bezpieczeństwa. Zostawili ją pod opieką Messnera, obiecując sobie, że nigdy siebie nie zapomną. (Kat powróci w XI tomie). 
Władca mutantów
W dalszej drodze do Nuln, bohaterowie docierają do małej wioski Butdorf. W miejscowej tawernie, dowiadują się, że dzieci mieszkańców wioski są przetrzymywane w pobliskiej wieży przez czarnoksiężnika.  Pomimo obietnicy odbicia dzieci, zastraszeni mieszkańcy wioski trują bohaterów i oddają ich w ręce czarnoksiężnika. Bohaterowi budzą się w wież, skuci łańcuchami. Ich oprawca okazuje dawny znajomy (Albericht Kruger) z czasów studenckich Felixa, który tajemniczo zniknął ze studiów po kradzieży zakazanych ksiąg o mutacjach Chaosu. Albericht arogancko opowiada o zdobytej dzięki księdze wiedzy i swoich planach wyhodowania armii mutantów, która ma podbić Imperium
Jednakże Gortrekowi udaje się zerwać łańcuchy i uwolnić Felixa, by stanąć do walki ze zmutowanym ochroniarzem (Oleg), uduszony przez Gotreka łańcuchem. Następnie rozpoczęli  pościg za Alberichtem, przebijając się przez hordę dziwnych mutantów. Ostatecznie dopadli go w jego pracowni, gdzie przyznał buńczucznie, że mutanty, które właśnie zabili, były dziećmi porwanymi z wioski (użył dzieci, gdyż jak wyjaśnij łatwiej poddawały się jego eksperymentom i mutacjom). To wyznanie wprawiła Felixa w szał, w trakcie którego wyrzucił  Krugera przez okno, co spotkało się z pochwałą ze strony zabójcy. Następnie podpalili zamek i ruszyli do wioski wyrównać rachunki.
Dzieci Ulrica
Brnąc dalej przez zaśnieżony las Drakwald w kierunku Nuln, bohaterowie natrafiają na ślad potwora (Gotrek podejrzewa, że to troll). Wokół panuje dziwna cisza, ale wszędzie słychać wycie wilków. Odgłos walki docierający z oddali, powoduje, że para rozdziela się i Felix zostaje pojmany przez imperialnych żołnierzy (wyznawców boga przemian Tzeentcha). Wojownik zostaje zakuty w kajdany razem z piękną nieznajoma Magdaleną, która prawdopodobnie porwano na ofiarę. 
Siedząc we wspólnym lochu, Felix dowiaduje się od Magdaleny, że porywaczami są czarodziej Voorman i Hrabia Hrothgar. Kultyści porwali ją w rzeczywistości na przynętę, a prawdziwym celem jest jej ojciec, będący jednym z dzieci Ulrica (wilkołakiem). 
Felixowi udaje się uwolnić z celi i skradając się przez dwór słyszy w oddali odgłosy walki oraz wycie wilków.  Skradając się przez mroczny dwór, udaje mu się zabić kilku kultystów w tym hrabiego Hrothgara. Dowiaduje się, że czarnoksiężnik planuje wykorzystać wilkołaka, aby przenieść swoją duszę do jego ciała, by uzyskać nieśmiertelność. Wilkołak zbaja Voormana, dopełniając czaru transformacji. Felix będący tego świadkiem atakuje Voormana w ciele wilkołaka, sztyletem odnalezionym w pracowni (jego ostrze zrobione z czystego spaczenia). Po ciężkiej walce, Felix zabija bestię. Pozbawione przywódcy wilki, uciekają wprost na nadchodzącego z odsieczą Gotreka. Zabójca zabijając większość z nich, chwyta Magdalenę I pomimo wiary Felixa w jej niewinność, zabija ją (Gotrek uważa, że jest dotknięta chaosem). Po wszystkich przygodach obaj bohaterowie docierają wreszcie do Nuln.